# El roig i el negre
El roig i el negre (títol original: Le Rouge et le Noir) és una novel·la de Stendhal paradigma del realisme. Escrita el 1830, narra l'ascens social d'un jove mentre es descriuen les seves motivacions i pensaments. El títol fa referència a la tensió entre els interessos clericals (negre) i seculars (roig) del protagonista, que són matèria de debat. L'obra ha estat adaptada al cinema. La primera edició en català fou publicada en 1930 per Editorial Proa amb traducció de Just Cabot i Ribot.

## Argument
Julien Sorel és el fill d'un fuster de poble que, des de ben petit, llegeix i aprèn sobre el món. Així és capaç d'adaptar-se a totes les situacions, fingint ser i pensar allò què els altres volen per guanyar-se la seva estimació i poder pujar socialment. Entra al servei d'un capellà i després al seminari, però l'abandona perquè s'adona que l'Església està massa polititzada i que no serveix als seus fins. La seva fe, a més a més, és molt tèbia.
Llavors, arriba a París com a secretari de la família De Mole, del bàndol conservador. Allà coneix la noblesa, tan falsa i polititzada com els religiosos i que el menyspreen pel seu origen. S'enamora de Mathilde, la filla de la casa, a qui deixa embarassada. La família accepta tapar l'escàndol amb un matrimoni, però una antiga amant, la senyora Renal, intervé per denunciar Julien, explicant el seu passat arribista i seductor. Julien intenta matar-la i és empresonat.
Mentre està pres, el protagonista reflexiona sobre la seva vida i s'adona que la senyora Renal és el seu autèntic amor i que tots els intents per ascendir a la societat han estat debades. La novel·la acaba amb la mort de Julien, guillotinat.

## Característiques
El llibre expressa la falsedat de la societat, que encasella les persones segons el naixement i que només vol aparences i no sentiments de veritat. També expressa les tensions entre absolutistes i republicans a la França del segle xix (que es pot llegir com l'eterna pugna entre tradició i modernitat). L'amor actua com a fulletó, per donar suspens i interès a l'obra. Per la seva introspecció, es considera la primera novel·la psicològica.
Apareixen referents literaris i filosòfics en forma de cites i al·lusions, que demostren els gustos de l'autor. Destaquen les mencions a Shakespeare, els poetes romàntics i el pensament de Rousseau o John Locke.

## Galeria
Il·lustracions de Henri Dubouchet per una edició parenca de 1884, obra de L. Conquet:

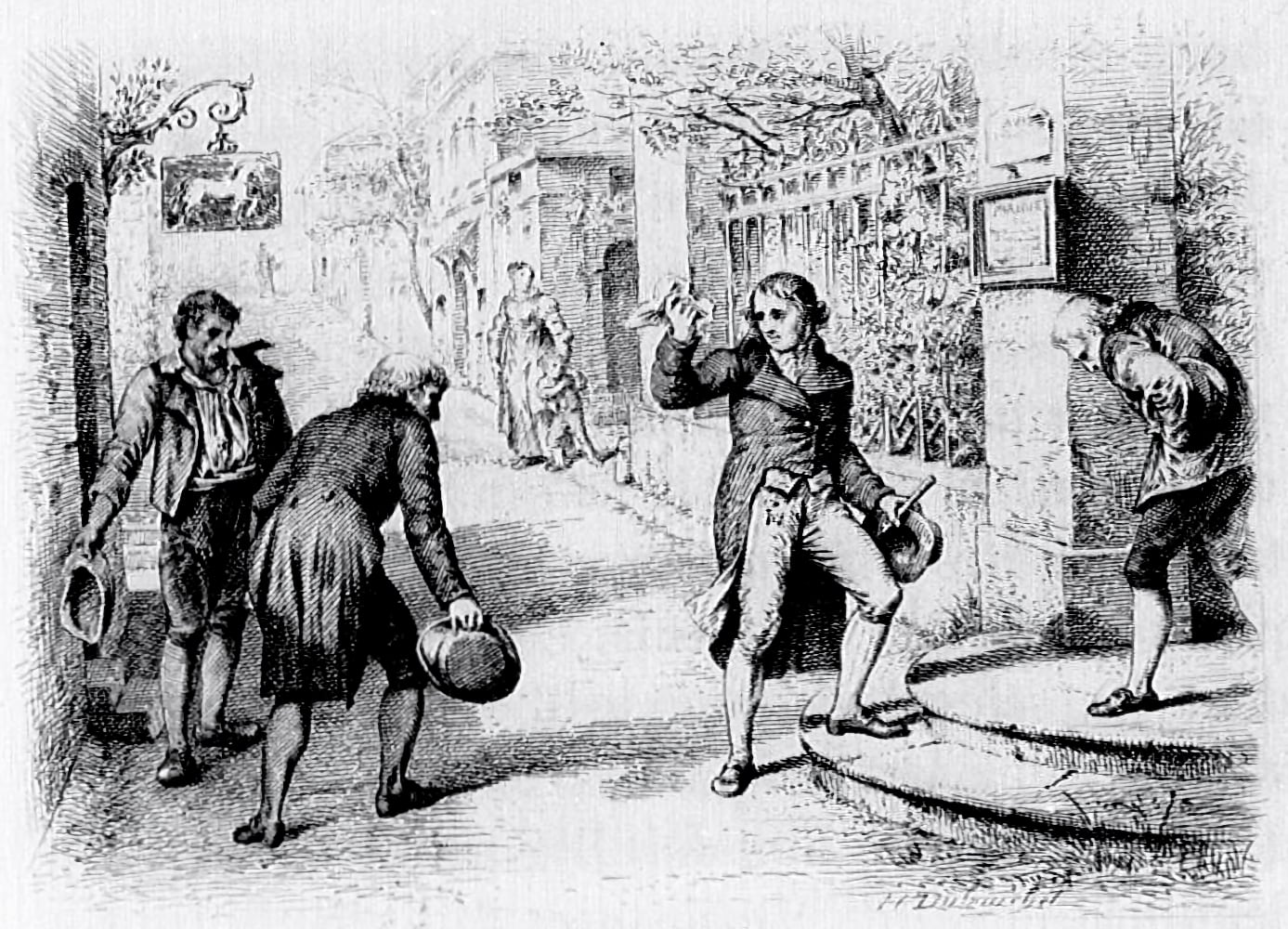
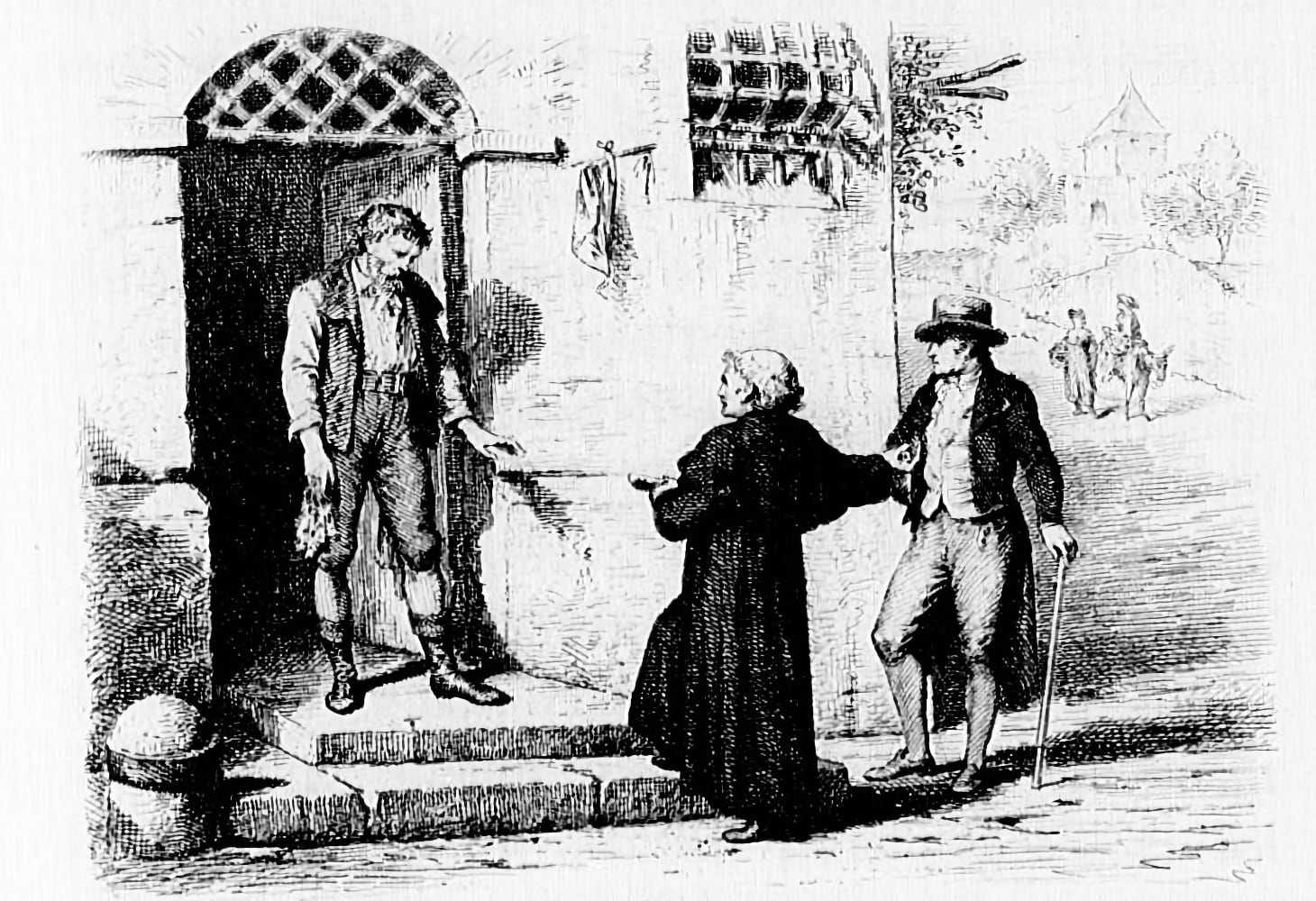
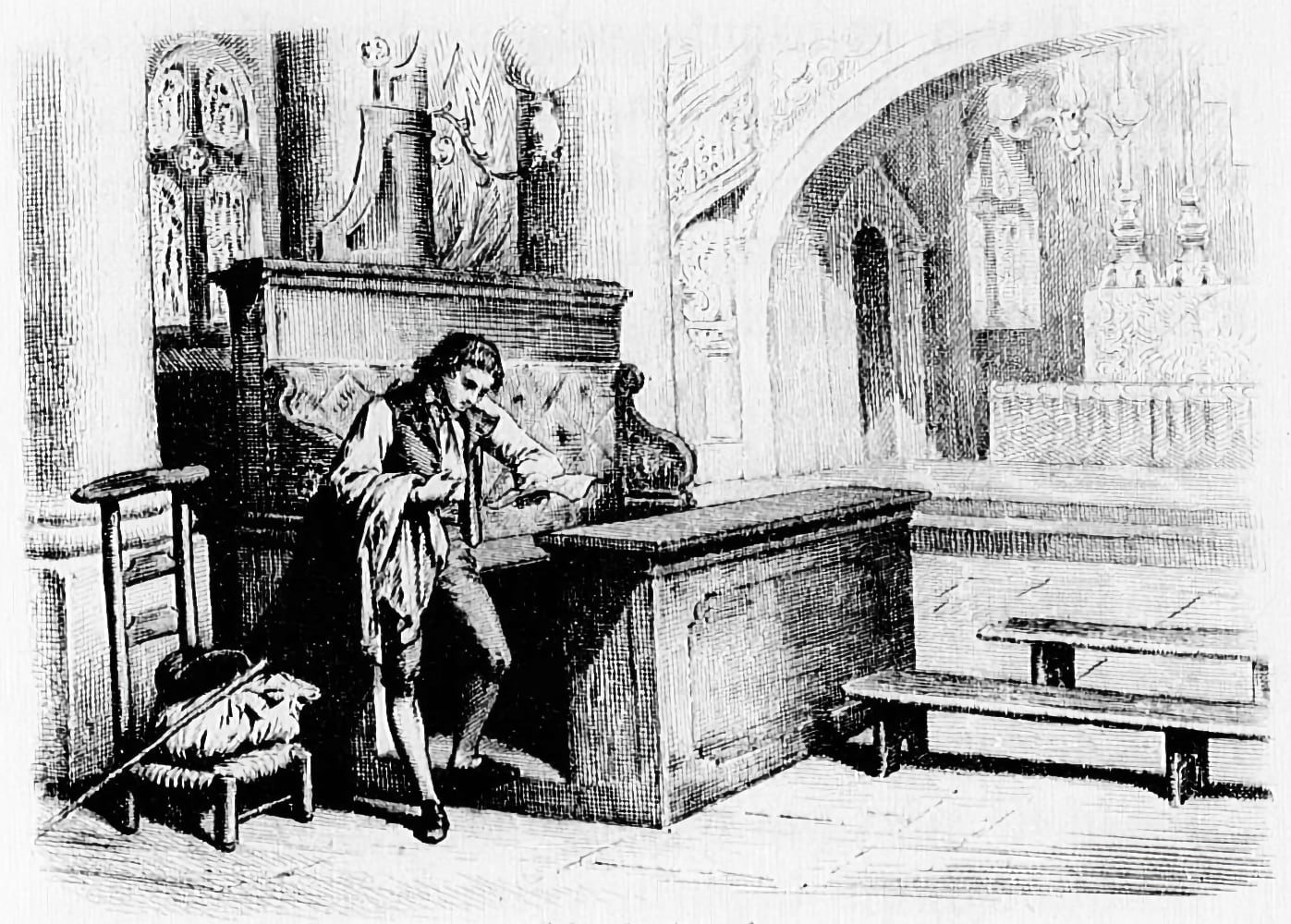
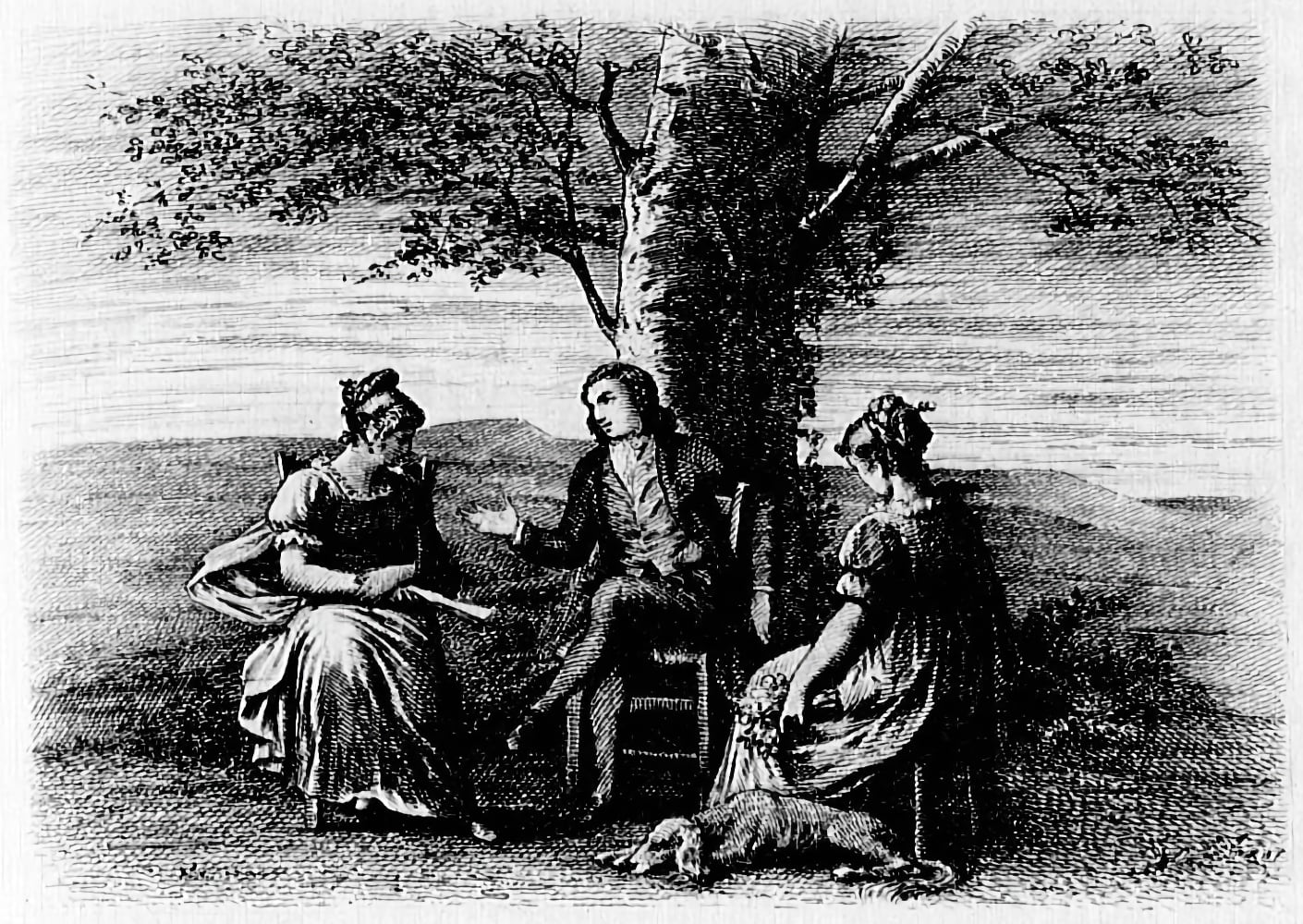
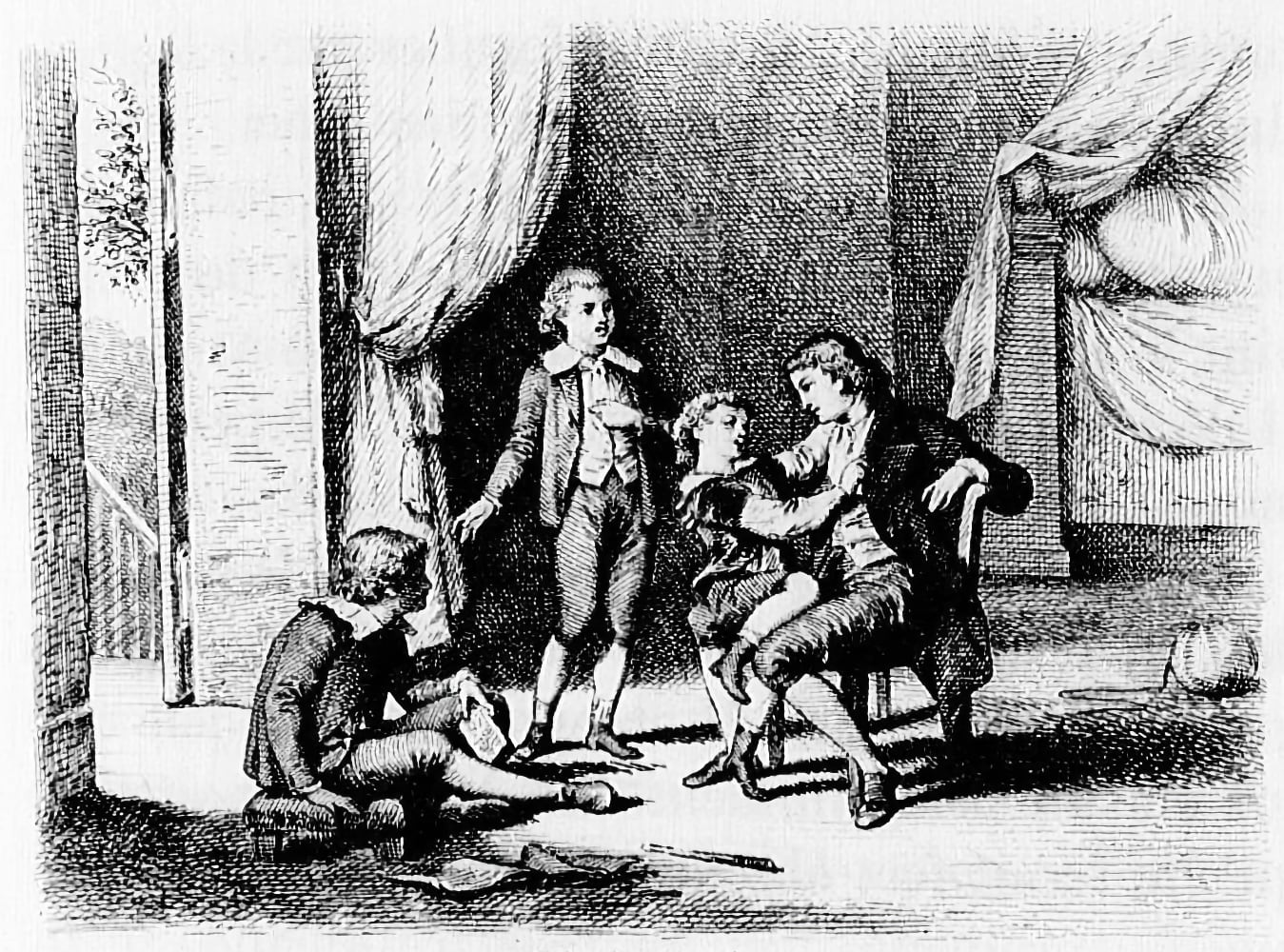
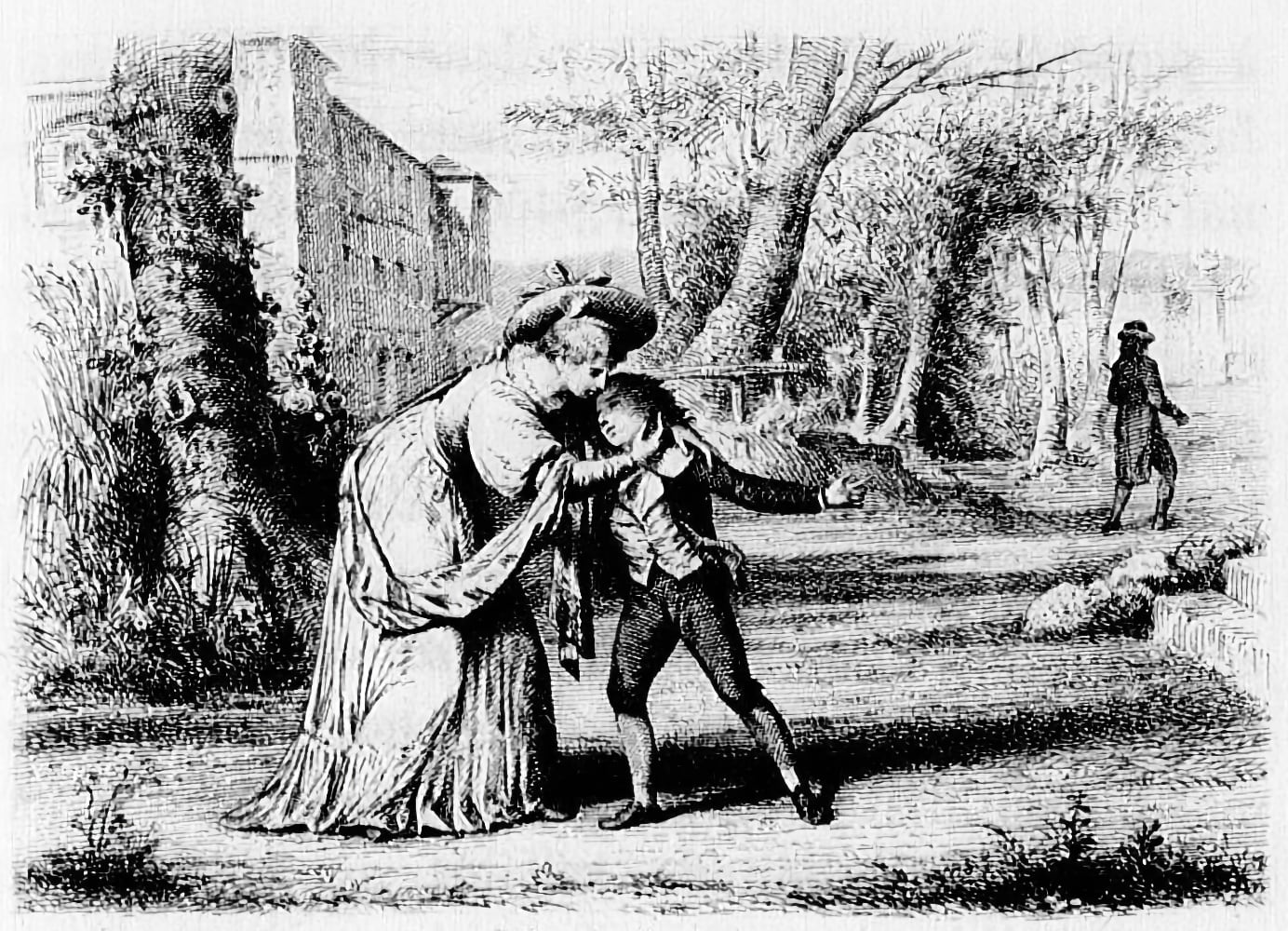
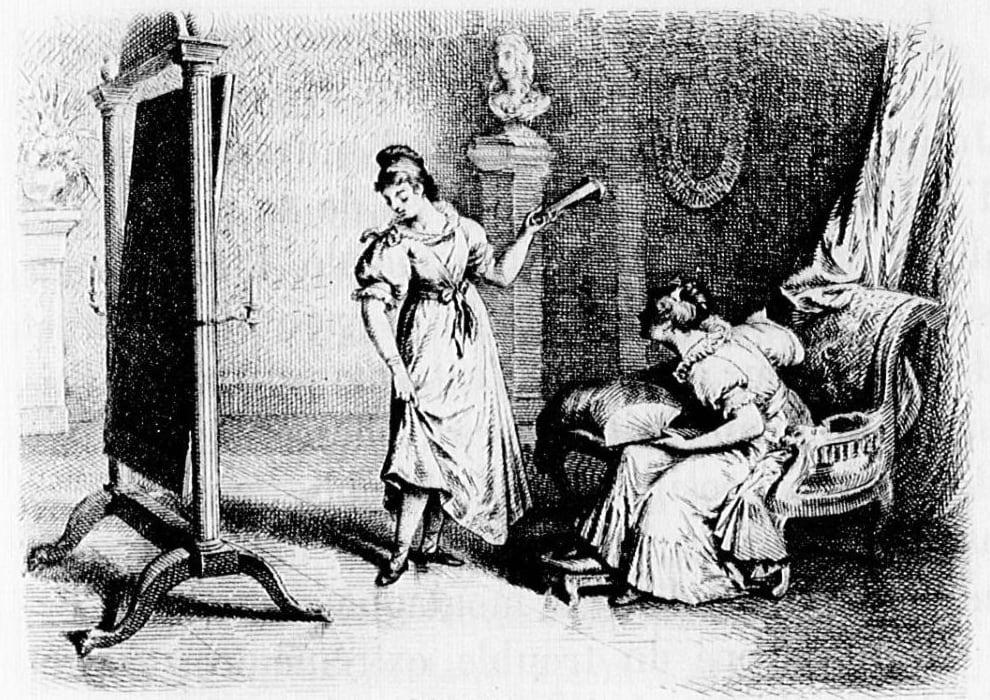
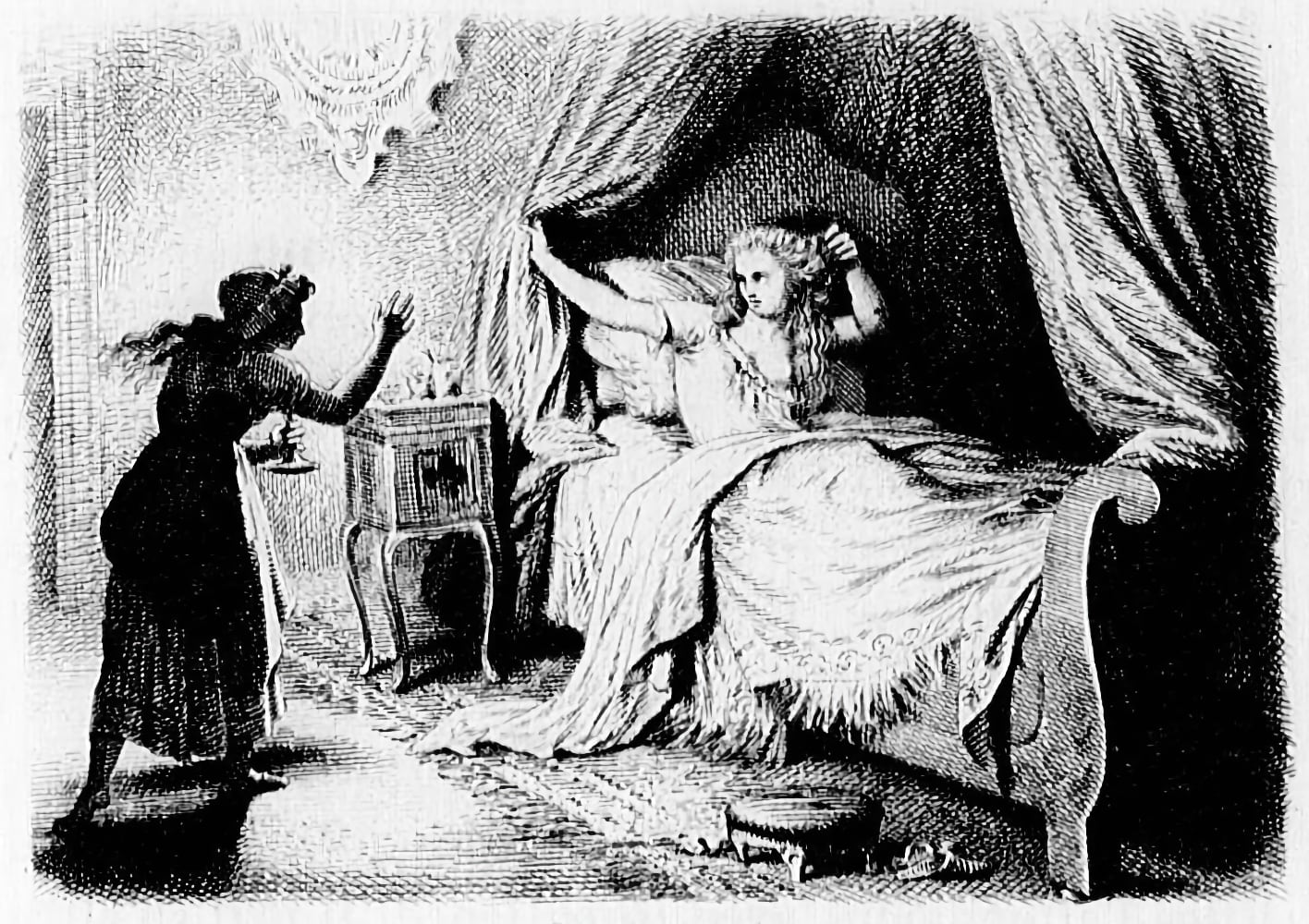
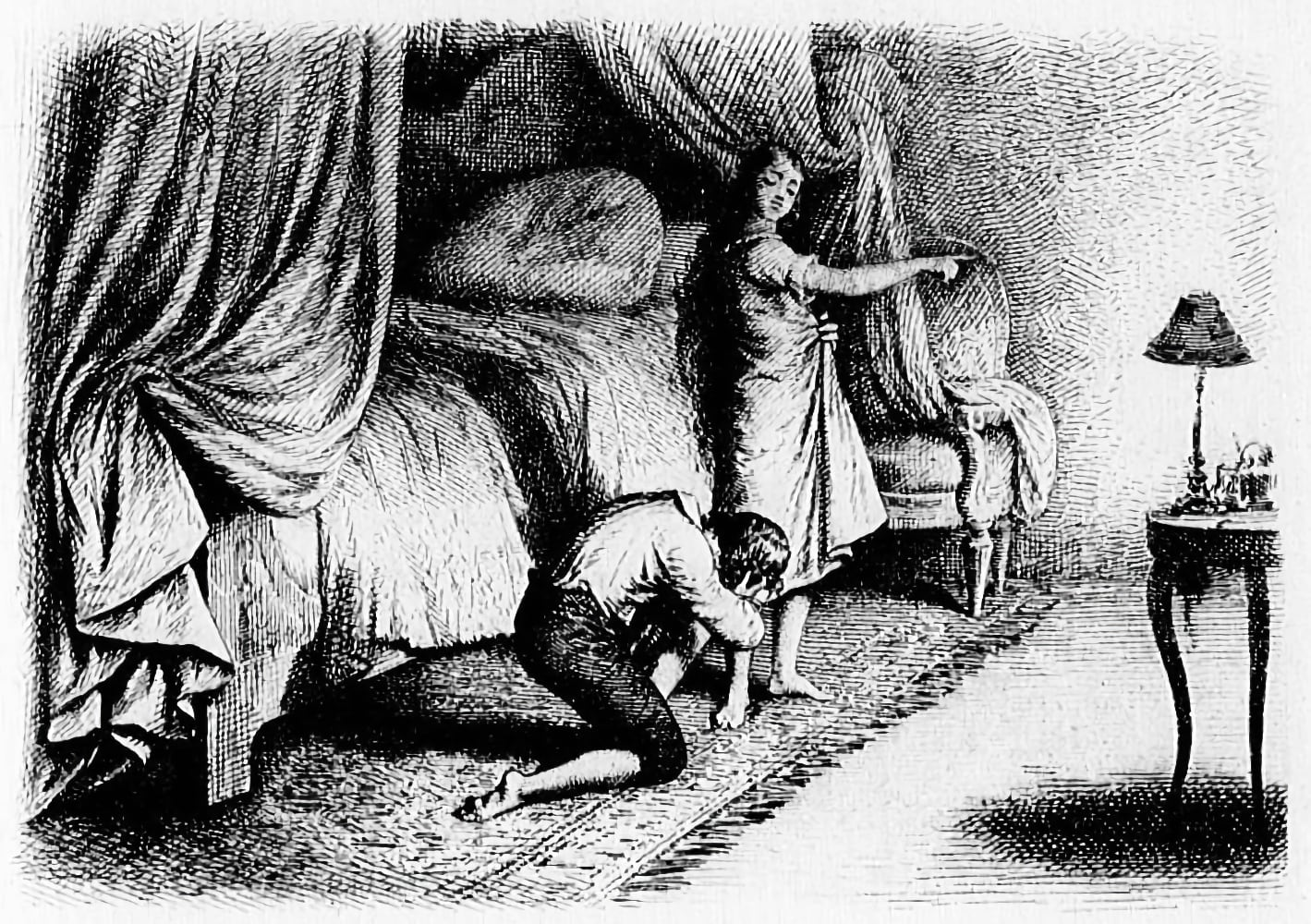